# Carl Heribert Egbring
Carl Heribert Egbring (* 27. November 1881 in Meppen; † 5. Juni 1955 in Bonn) war ein deutscher Politiker (CDU). Er war von 1951 bis 1955 Mitglied des Niedersächsischen Landtags.
Egbring begann, nach dem Besuch eines Gymnasiums in Meppen, sein Studium in Münster und Berlin. Nach seinem Studium war er sowohl schriftstellerisch als auch journalistisch tätig. Später wurde er Referent der Pressestelle der Reichsregierung und stieg zum Ministerialrat im Reichsministerium für Ernährung und Landwirtschaft auf. Er schied im Jahr 1935 aus dem Beamtenstand aus und war freiberuflich als Behördenvertreter von Industriefirmen tätig. Im Jahr 1939 wurde er Geschäftsführer der Fachgruppe Düngemittel und der Arbeitsgemeinschaft Düngemittel in Berlin. Nach Kriegsende wurde er im Jahr 1945 zum Bürgermeister der Gemeinde Goldenstedt gewählt. Im Jahr 1946 wurde Egbring stellvertretender Direktor der Landesbauernschaft Weser/Ems.
Egbring war Mitbegründer der CDU im Kreis Vechta. Ferner war er Vorsitzender des Ausschusses der Bundes-CDU für Presse, Film und Rundfunk in Bonn. Er wurde zum Mitglied des Niedersächsischen Landtages in der 2. Wahlperiode vom 6. Mai 1951 bis 5. Mai 1955 gewählt.

## Quelle
- Barbara Simon: Abgeordnete in Niedersachsen 1946–1994. Biographisches Handbuch. Hrsg. vom Präsidenten des Niedersächsischen Landtages. Niedersächsischer Landtag, Hannover 1996, S. 82.

| Personendaten    | Personendaten                     |
| ---------------- | --------------------------------- |
| NAME             | Egbring, Carl Heribert            |
| KURZBESCHREIBUNG | deutscher Politiker (DP/CDU), MdL |
| GEBURTSDATUM     | 27. November 1881                 |
| GEBURTSORT       | Meppen                            |
| STERBEDATUM      | 5. Juni 1955                      |
| STERBEORT        | Bonn                              |